# GeForce 500

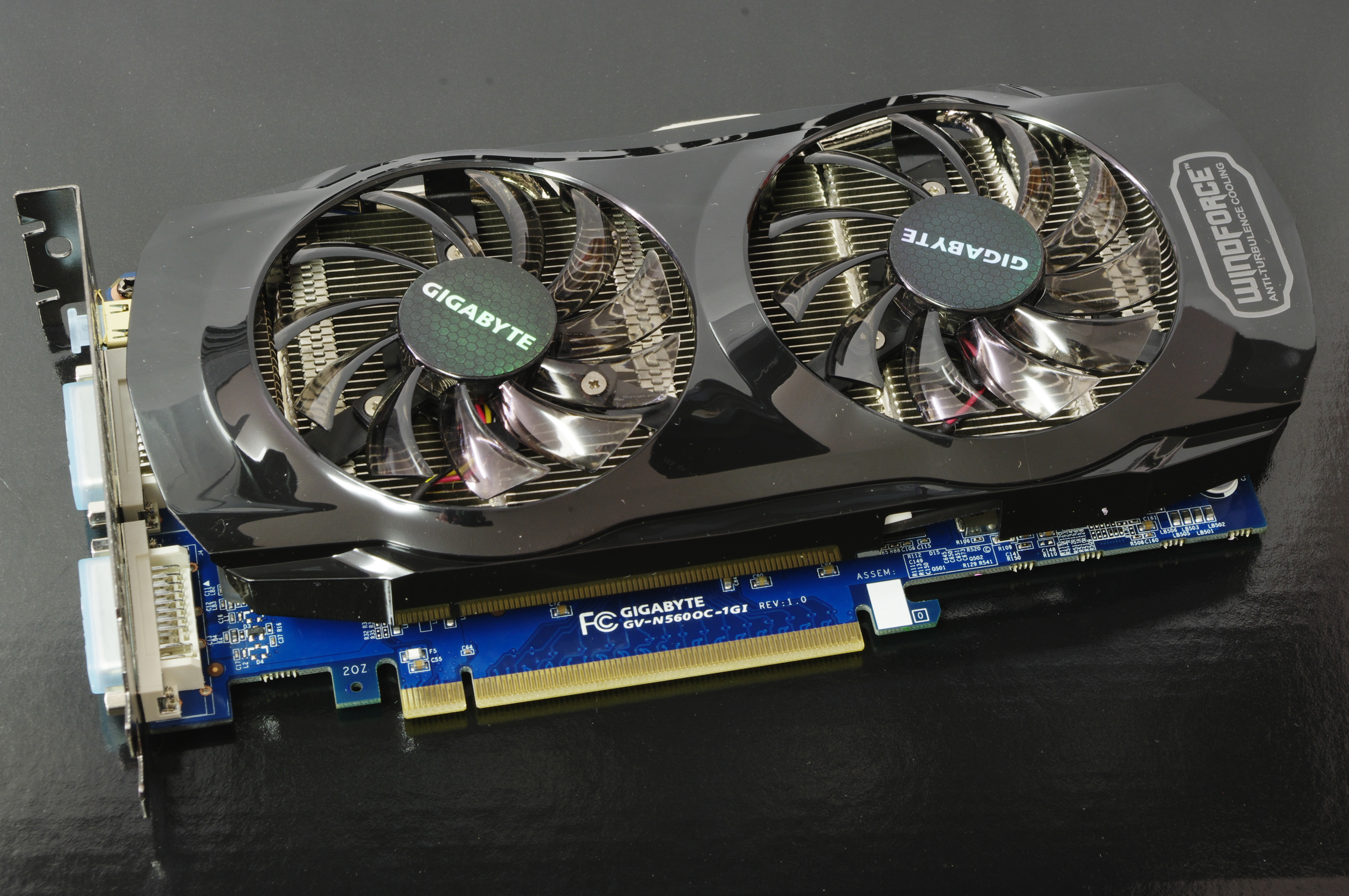
Gigabyte GeForce GTX 560 Ti

GeForce 500 – rodzina procesorów kart graficznych (GPU) stworzona przez firmę Nvidia. Seria została oficjalnie wprowadzona wraz z pojawieniem się karty graficznej GeForce GTX 580, czyli 9 listopada 2010 r.

## Informacje
Seria Nvidia Geforce 500 jest znacznie zmodyfikowana w zakresie wydajności oraz zarządzania energią w porównaniu z poprzednią serią GeForce 400. GeForce 500 podobnie jak GeForce 400 obsługuje DirectX 11, OpenGL 4.1 oraz OpenCL 1.0.

## Produkty
| Model                       | Rok              | Nazwa kodowa | Proces techn.(nm) | Liczba tranzystorów (mln) | Rozmiar (mm2) | Liczba rdzeni | Interfejs magistrali | Pamięć(MB) | SM | Częstotliwość taktowania | Częstotliwość taktowania   | Częstotliwość taktowania | Szczytowy współczynnik wypełnienia (ang. fillrate) | Szczytowy współczynnik wypełnienia (ang. fillrate) | Pamięć             | Pamięć   | Pamięć                       | Wsparcie API (wersja) | Wsparcie API (wersja) | Wsparcie API (wersja) | Compute capability | GFLOPs (FMA)2 | TDP (waty) |
| Model                       | Rok              | Nazwa kodowa | Proces techn.(nm) | Liczba tranzystorów (mln) | Rozmiar (mm2) | Liczba rdzeni | Interfejs magistrali | Pamięć(MB) | SM | Rdzeń (MHz)              | Jednostki cieniujące (MHz) | Pamięć (MHz)             | Jednostki ROP(GP/s)                                | Jednostki teksturowania (GT/s)                     | Maks. pasmo (GB/s) | Typ DRAM | Szerokość szyny danych (bit) | DirectX               | OpenGL                | OpenCL                | Compute capability | GFLOPs (FMA)2 | TDP (waty) |
| --------------------------- | ---------------- | ------------ | ----------------- | ------------------------- | ------------- | ------------- | -------------------- | ---------- | -- | ------------------------ | -------------------------- | ------------------------ | -------------------------------------------------- | -------------------------------------------------- | ------------------ | -------- | ---------------------------- | --------------------- | --------------------- | --------------------- | ------------------ | ------------- | ---------- |
| GeForce GT 520              | 13 kwietnia 2011 | GF119        | 40                | ?                         | 79            | 1             | PCIe 2.0 x16         | 1024 2048  | 1  | 810                      | 1620                       | 1800                     | 3.24                                               | 6.5                                                | 14.4               | GDDR3    | 64                           | 11                    | 4.2                   | 1.1                   | 2.1                | 155.5         | 29         |
| GeForce GT 530              | 14 maja 2011     | GF118        | 40                | 585                       | 116           | 1             | PCIe 2.0 x16         | 1024 2048  | 2  | 700                      | 1400                       | 1800                     | 2.8                                                | 11.2                                               | 28.8               | GDDR3    | 128                          | 11                    | 4.2                   | 1.1                   | 2.1                | 268.8         | 50         |
| GeForce GT 545 DDR3         | 14 maja 2011     | GF116        | 40                | 1170                      | 238           | 1             | PCIe 2.0 x16         | 1536 3072  | 2  | 720                      | 1440                       | 1800                     | 14.26                                              | 14.26                                              | 43                 | GDDR3    | 192                          | 11                    | 4.2                   | 1.1                   | 2.1                | 342.43        | 70         |
| GeForce GT 545 GDDR5        | 14 maja 2011     | GF116        | 40                | 1170                      | 238           | 1             | PCIe 2.0 x16         | 1024       | 2  | 870                      | 1740                       | 1998                     | 13.92                                              | 20.88                                              | 64                 | GDDR5    | 192                          | 11                    | 4.2                   | 1.1                   | 2.1                | 501.12        | 105        |
| GeForce GTX 550 Ti          | 15 marca 2011    | GF116        | 40                | 1170                      | 238           | 1             | PCIe 2.0 x16         | 1024       | 4  | 900                      | 1800                       | 4104                     | 21.6                                               | 28.8                                               | 98.5               | GDDR5    | 192                          | 11                    | 4.2                   | 1.1                   | 2.1                | 691.2         | 116        |
| GeForce GTX 560             | 17 maja 2011     | GF114        | 40                | 1950                      | 360           | 1             | PCIe 2.0 x16         | 1024 2048  | 7  | 810                      | 1620                       | 4004                     | 25.9                                               | 45.4                                               | 128                | GDDR5    | 256                          | 11                    | 4.2                   | 1.1                   | 2.1                | 1075          | 150        |
| GeForce GTX 560 Ti          | 25 stycznia 2011 | GF114        | 40                | 1950                      | 360           | 1             | PCIe 2.0 x16         | 1024 2048  | 8  | 822                      | 1645                       | 4008                     | 26.3                                               | 52.61                                              | 128.27             | GDDR5    | 256                          | 11                    | 4.2                   | 1.1                   | 2.1                | 1263.4        | 170        |
| GeForce GTX 560 Ti 448 Core | 1 grudnia 2011   | GF110        | 40                | 3000                      | ?             | 1             | PCIe 2.0 x16         | 1280       | 14 | 732                      | 1464                       | 3800                     | ?                                                  | 41                                                 | 152                | GDDR5    | 320                          | 11                    | 4.2                   | 1.1                   | 2.1                | 1311          | 210        |
| GeForce GTX 570             | 7 grudnia 2010   | GF110        | 40                | 3000                      | 520           | 1             | PCIe 2.0 x16         | 1280 2560  | 15 | 732                      | 1464                       | 3800                     | 29.28                                              | 43.92                                              | 152                | GDDR5    | 320                          | 11                    | 4.2                   | 1.1                   | 2.0                | 1405.4        | 219        |
| GeForce GTX 580             | 9 listopada 2010 | GF110        | 40                | 3000                      | 520           | 1             | PCIe 2.0 x16         | 1536 3072  | 16 | 772                      | 1544                       | 4008                     | 37.06                                              | 49.41                                              | 192.4              | GDDR5    | 384                          | 11                    | 4.2                   | 1.1                   | 2.0                | 1581.1        | 244        |
| GeForce GTX 590             | 24 marca 2011    | GF110 (x2)   | 40                | 3000 (x2)                 | 520 (x2)      | 2             | PCIe 2.0 x16         | 3072       | 32 | 607                      | 1215                       | 3414                     | 58.75                                              | 77.7                                               | 327.7              | GDDR5    | 2x384                        | 11                    | 4.2                   | 1.1                   | 2.0                | 2488.3        | 365        |